# 小行星1316
小行星1316（1316 Kasan）是一颗围绕太阳公转的小行星。1933年11月17日，格利果利·N·諾伊明在克里米亚发现了此天体。
該小行星以俄羅斯城市喀山命名。
这颗小行星的绝对星等为148.33544106等。